# Ngọa Long, Nam Dương
Ngọa Long (Tiếng Trung giản thể: 卧龙区; Tiếng Trung phồn thể: 臥龍區; Bính âm: wòlóng qū) là một quận nội thành ở trung tâm địa cấp thị Nam Dương, tỉnh Hà Nam, Cộng hòa Nhân dân Trung Hoa. Diện tích khu Ngọa Long là 1.007 km², dân số 800.000 người.

## Địa lý
Trong khu vực quận này, ở miền bắc có cao độ cao hơn nhiều ở phía nam. Ngọa Long nằm trong lưu vực sông Hán Thủy, thuộc hệ thống sông Trường Giang.